# PMN Caecilia

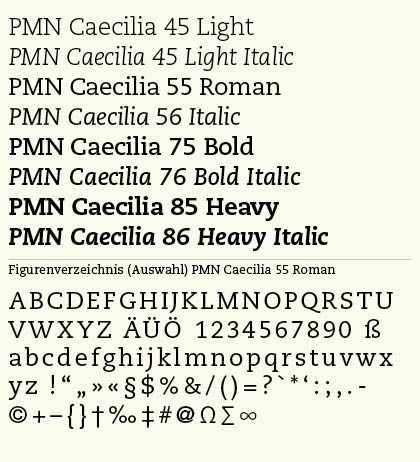
Figurenverzeichnis PMN Caecilia

PMN Caecilia ist eine Serifenbetonte Linear-Antiqua, auch Egyptienne oder Slab-Serif genannt, von Peter Matthias Noordzij (PMN). Erste Entwürfe der PMN Caecilia entstanden bereits 1983, im dritten Jahr seines Studiums an der Koninklijke Academie van Beeldende Kunsten in Den Haag. Ab 1991 wurde die PMN Caecilia exklusiv über die Linotype GmbH vertrieben.